# Domeikita
La domeikita forma parte de la clase de los llamados minerales sulfuros, concretamente un arseniuro de cobre. Se le nombró así en honor del mineralogista polaco-chileno Ignacio Domeyko, que lo describió por primera vez en 1845 en la mina Los Algodones, en la región de Coquimbo (Chile).

## Características químicas
La fórmula de arseniuro de cobre suele llevar otras impurezas que le dan coloraciones, entre las que son frecuentes el antimonio o el azufre.
Una variedad artificial es la argentodomeikita, en la que el cobre es sustituido parcialmente por plata. Esta variedad y la domeikita pura son empleadas como gemas en joyería.

## Formación y yacimientos
Aparece en las zonas de enriquecimiento secundario en vetas hidrotermales.
Es común encontrarlo asociado a otros minerales, como son: plata nativa, cobre nativo y algodonita.